# Buzke, Voznesensk
Buzke (în ucraineană Бузьке) este o comună în raionul Voznesensk, regiunea Mîkolaiiv, Ucraina, formată numai din satul de reședință.

## Demografie
Componența lingvistică a comunei Buzke
     Ucraineană (91,09%)
     Rusă (7,39%)
     Alte limbi (1,18%)
Conform recensământului din 2001, majoritatea populației comunei Buzke era vorbitoare de ucraineană (91,09%), existând în minoritate și vorbitori de rusă (7,39%).